# Hällefors flygfält
Hällefors flygfält (ICAO: ESVH) är ett privat flygfält beläget i Damhöjden cirka 11 kilometer nordväst om Hällefors. Flygplatsen består av en rullbana med grusbeläggning, samt en hangar och klubbstuga. Flygfältet är det nordligaste inom Örebro län.